# 要田站
要田站（日语：／ Kanameta eki */?）位于福岛县田村市船引町要田字寺向，是东日本旅客铁道（JR東日本）管辖的磐越东线上的鐵路車站。

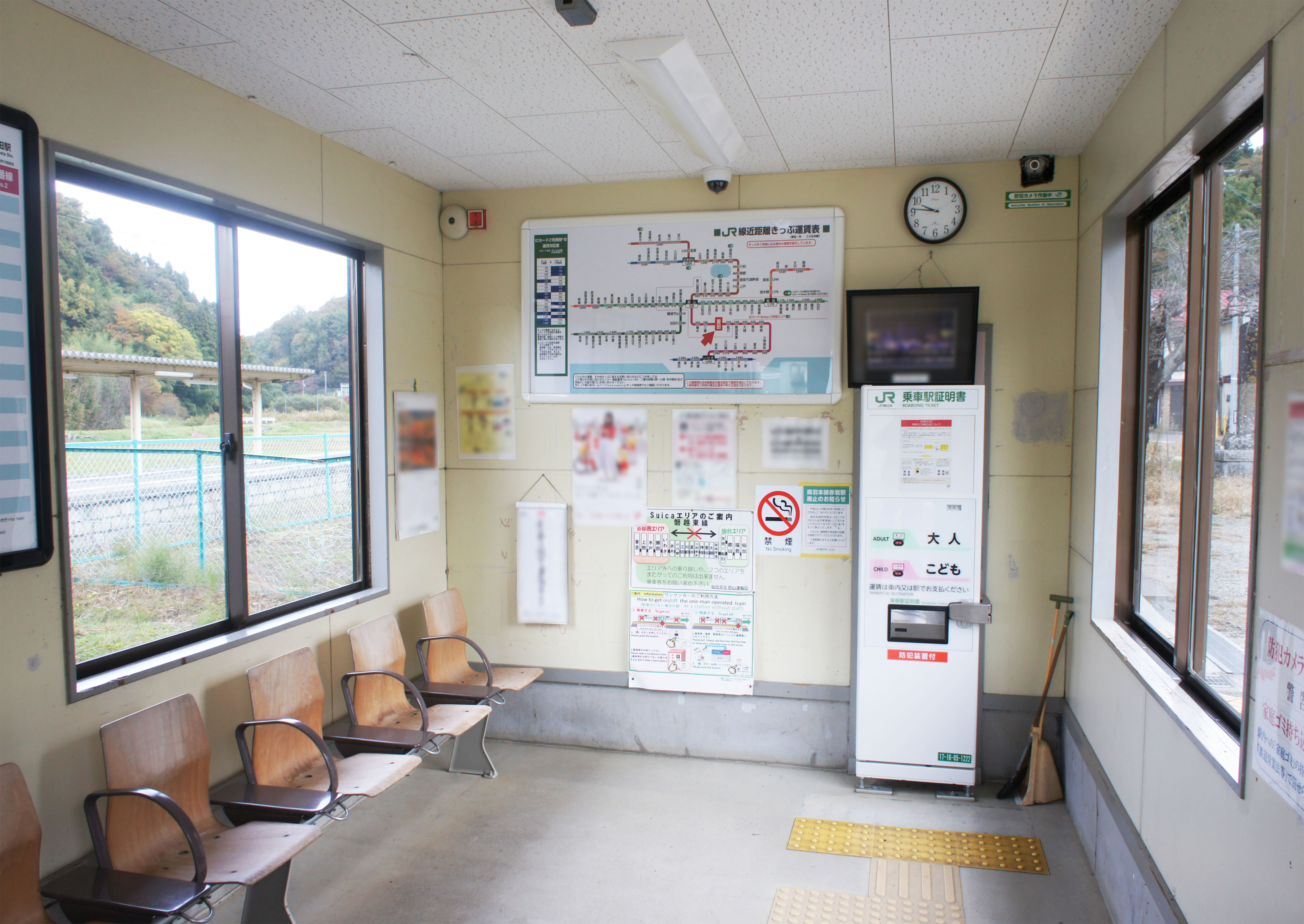
車站內部（2021年9月）

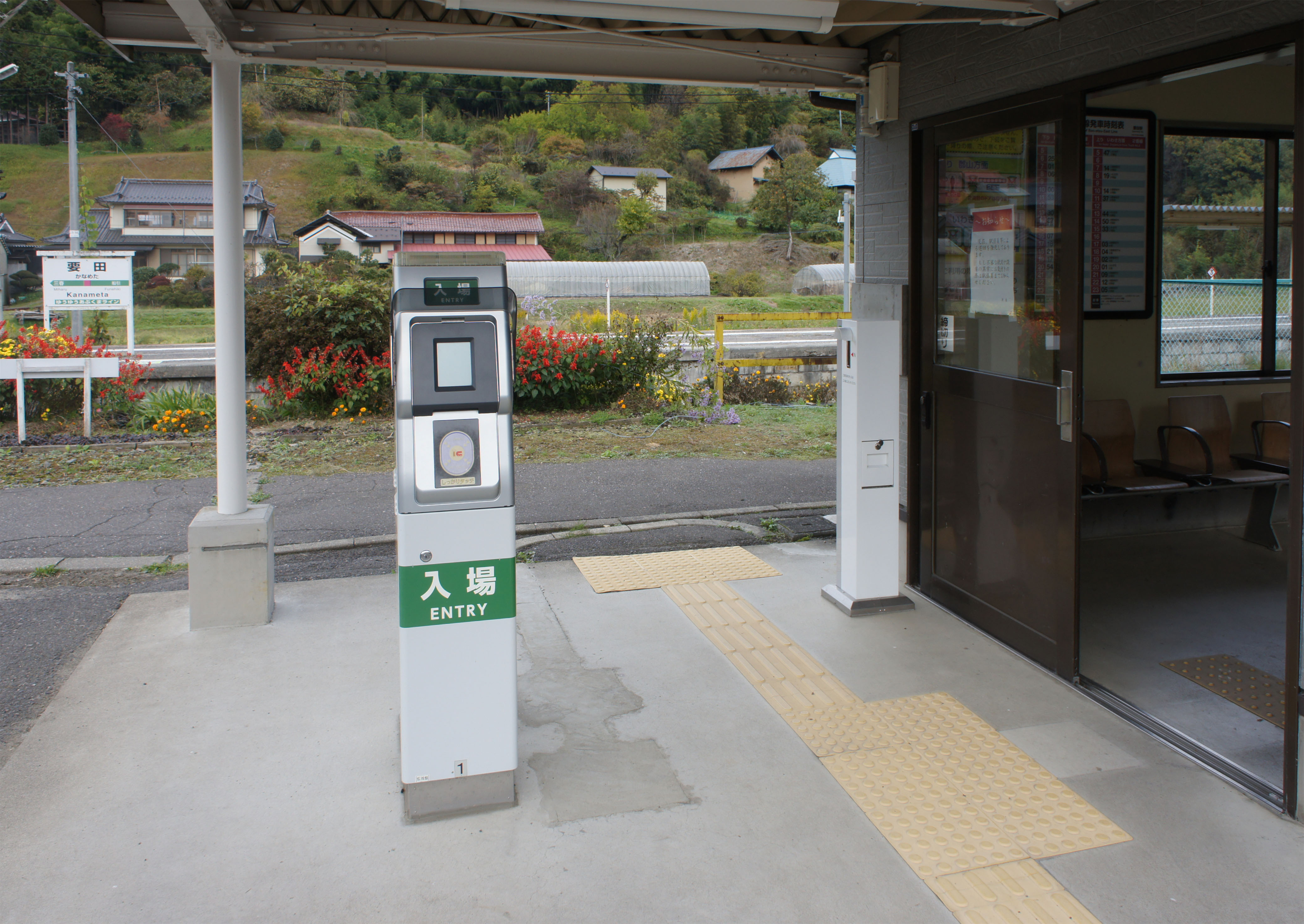
驗票口（2021年10月）

## 历史
- 1950年1月1日 - 车站投入运营[1]。
- 1987年4月1日 - 国铁分割民营化后成为JR东日本车站。
- 1989年3月11日 - 无人化改造。
- 2001年 - 站房改建[1]。
- 2009年3月14日 - 支持IC卡"Suica"使用[1]。
- 2016年4月1日 - 三春站业务委托化，管理站变更为郡山站[1]。

## 车站结构

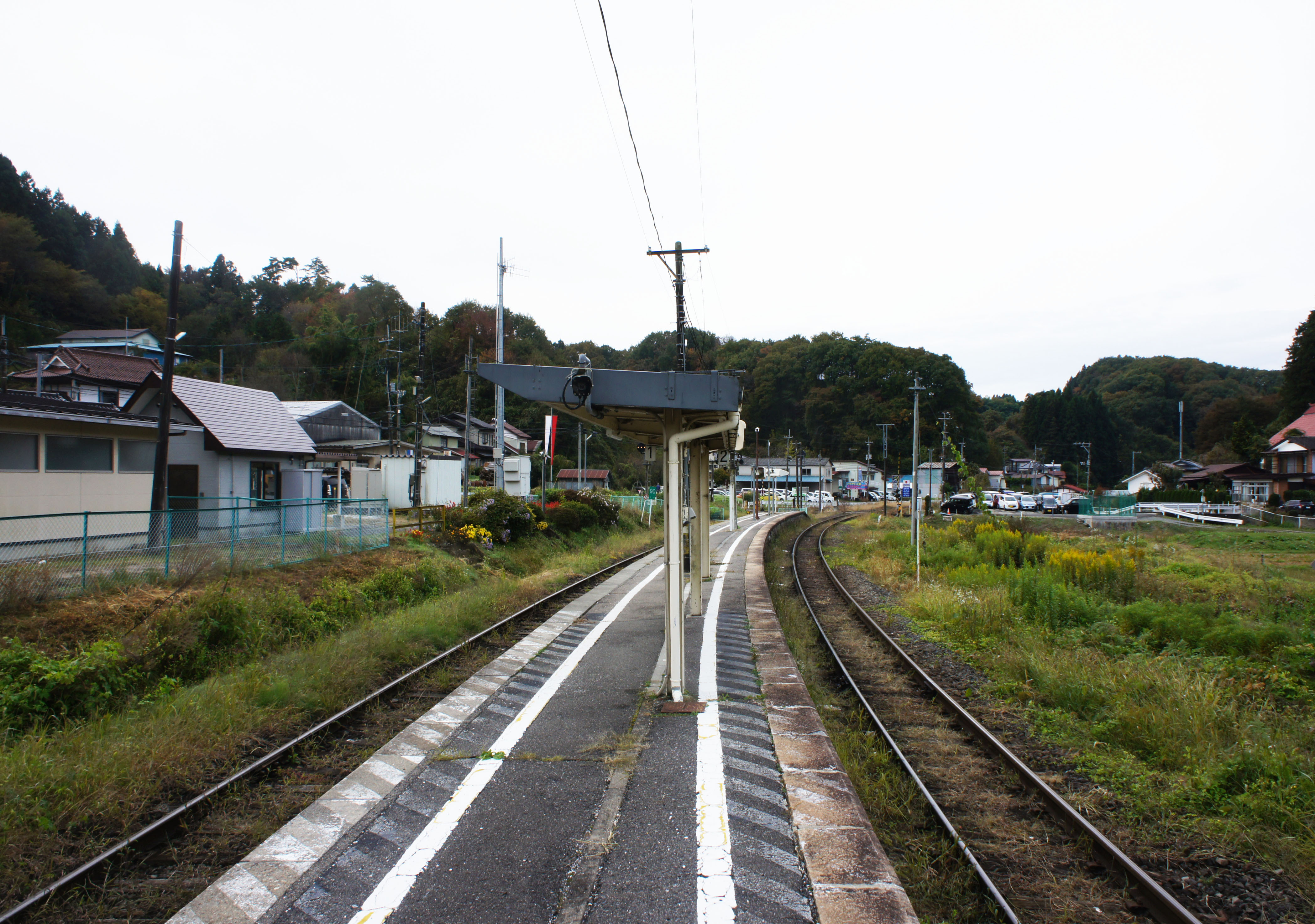
月台（2021年10月）

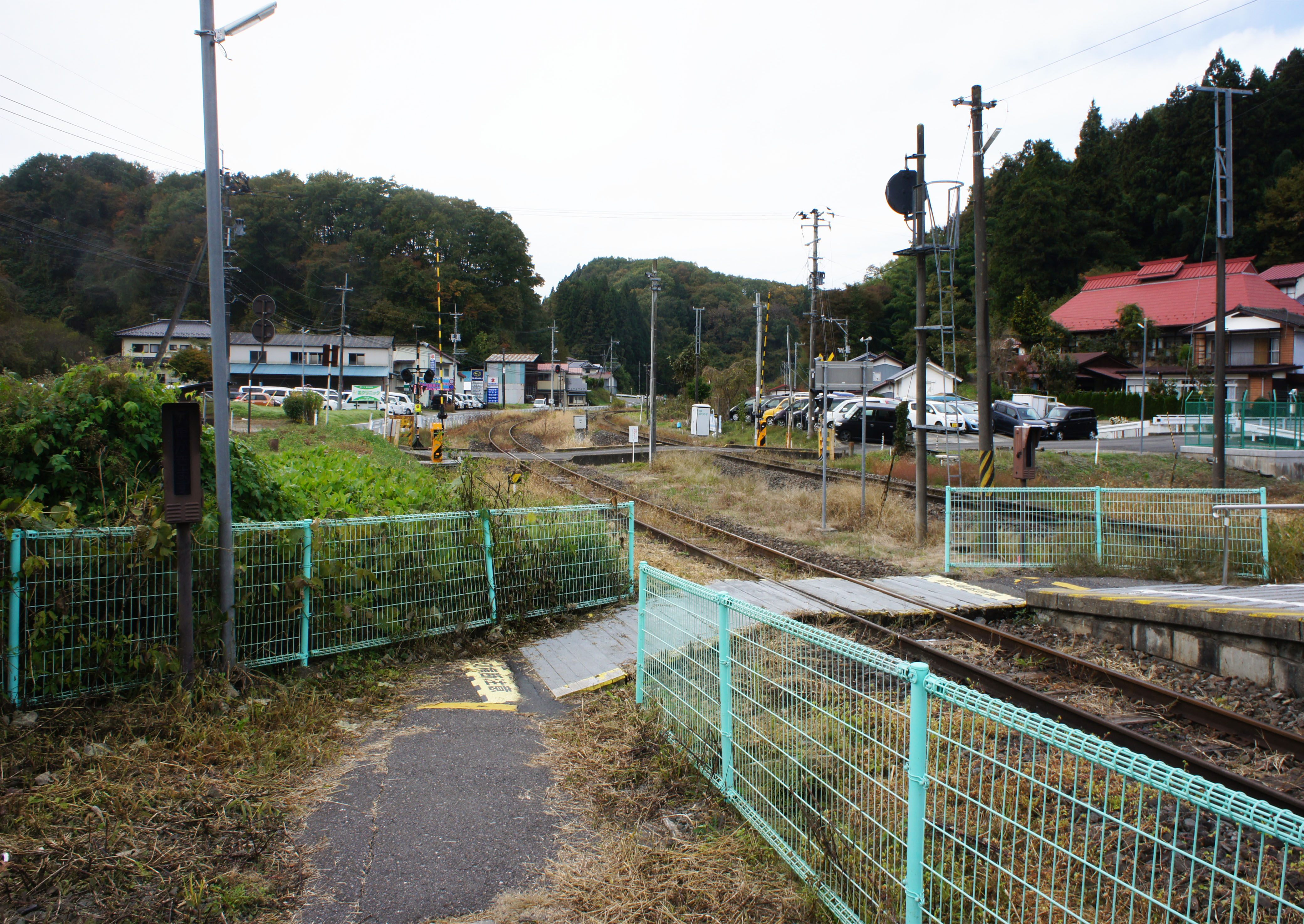
平交道（2021年10月）

本站為岛式站台1台2线的地上车站，也是由郡山站管理的无人车站。两个站台间通过道口连接。本站的舊站房为2001年建造的简易站房，並於2017年重建站房。站内设有简易Suica闸机。

### 站台配置
| 站台 | 路线      | 方向 | 目的地             |
| ---- | --------- | ---- | ------------------ |
| 1    | ■磐越东线 | 下行 | 三春、郡山方向     |
| 2    | ■磐越东线 | 上行 | 小野新町、磐城方向 |

## 相鄰車站
東日本旅客鐵道
■磐越东線
船引－要田－三春